# Чебурек
Чебурек је пржена пита са надевом од млевеног меса и лука. Направљена је од једног округлог комада теста, преклопљеног преко фила у облику полумесеца. Чебурек је национално јело кримско-татарске кухиње. 
Популарни су као грицкалице и улична храна широм Кавказа, средње Азије, Русије, Литваније, Украјине, источне Европе, као и у Турској и Румунији.

## Припрема
Чебурек је полукружни бурек, испуњен врло танким слојем млевене говедине или јагњетине која је зачињена луком и црним бибером. Месо се наноси у танком слоју тако да ће се потпуно скувати када се полукружни бурек пржи на сунцокретовом или кукурузном уљу. Тесто од брашна, соли и воде је мекано и савитљиво, али не и лепљиво. Тесто се одваја на мале куглице и свака се развлачи оклагијом. Додатно брашно се додаје само по потреби како би се спречило лепљење теста. 

## Варијанте
Чебурек се у Турској назива çiğ börek („сирови бурек“). Веома је популаран на местима где постоји татарска заједница, посебно у Ескишехиру. 
Töbörek је још једна татарска варијанта, која је у основи сирови бурек која се пече у пећи под називом "фуруна", уместо да се пржи у уљу.
- Чебурек, послужен у кафићу у Санкт Петербургу у Русији
- Пресек Чебурека